# Nick Langworthy

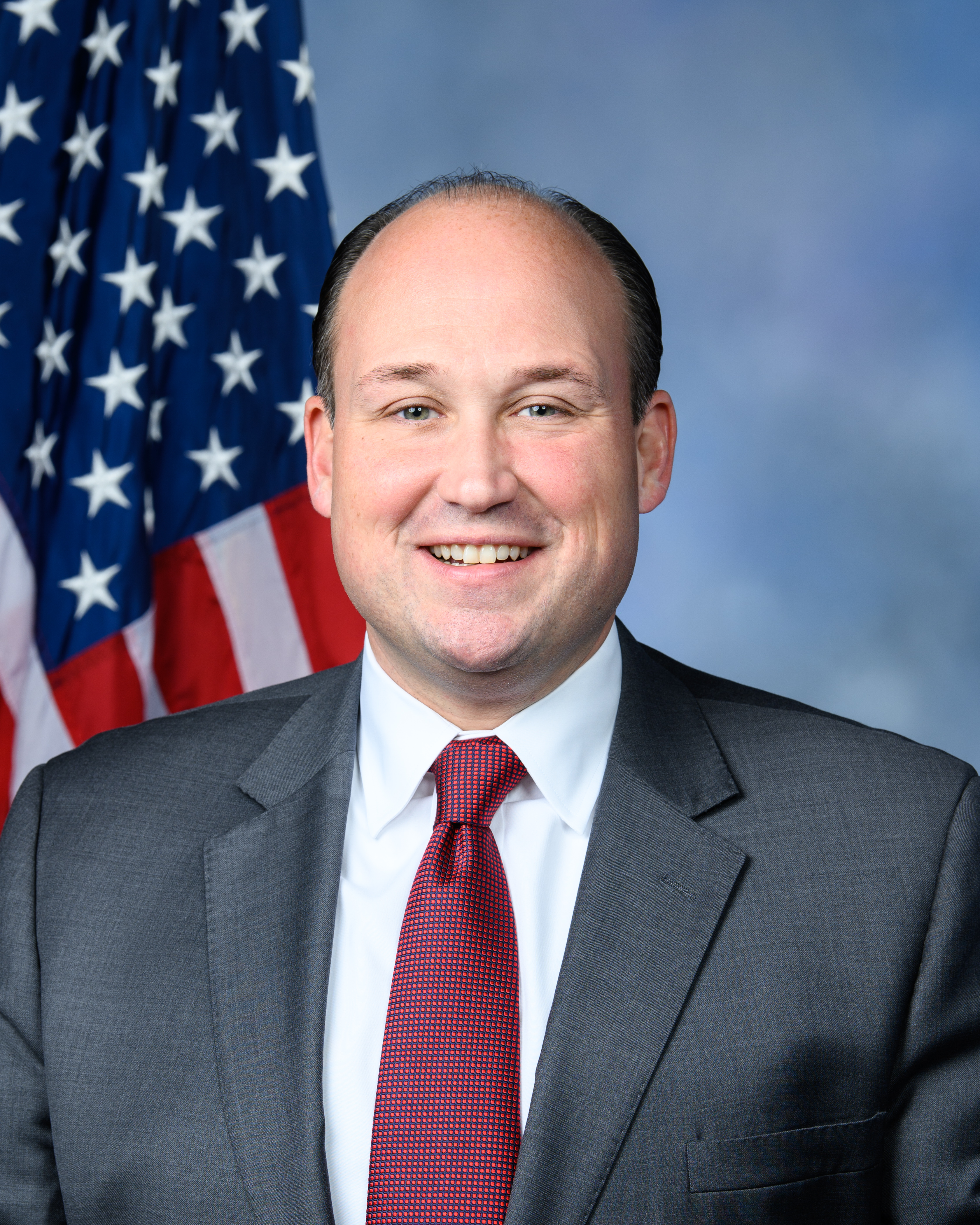
Nick Langworthy (2023)

Nicholas „Nick“ A. Langworthy (* 27. Februar 1981 in Jamestown, New York) ist ein US-amerikanischer Politiker der Republikanischen Partei. Seit dem 3. Januar 2023 vertritt er den 23. Kongresswahlbezirk des Bundesstaats New York im US-Repräsentantenhaus.

## Ausbildung und Leben
Langworthy wuchs in South Dayton im Cattaraugus County auf. Nach der Highschool nahm er 1999 ein Studium der Politikwissenschaft an der Niagara University auf, welches er 2003 mit einem Bachelor abschloss. Bereits während seiner Studienzeit engagierte er sich politisch, so gründete er an seiner Universität einen Ableger der Studentenorganisation der Republikanischen Partei (College Republicans). Seine erste berufliche Station nach dem Studium folgte als Mitarbeiter des Kongressabgeordneten Thomas M. Reynolds, für dessen erfolgreiche Wiederwahlkampagnen er 2004 und 2006 verantwortlich zeichnete. Nach Reynolds’ Ausscheiden aus dem Kongress übte Langworthy diese Funktion auch für dessen Nachfolger Chris Lee aus. Zudem war er Gründer und Inhaber eines Umfrageinstituts.
Langworthy ist verheiratet und hat mit seiner Frau eine Tochter.

## Parteikarriere
Im Jahr 2010 wurde Langworthy zum Vorsitzenden der Republikanischen Partei im Erie County gewählt. Er galt als früher Unterstützer von Donald Trumps Präsidentschaftskandidatur 2016. Trump berief ihn daraufhin in sein Übergangsteam (transition team), um die Amtsübernahme als US-Präsident vorzubereiten. 2019 wurde er – auch auf Bestreben Trumps – zum Vorsitzenden der Republikaner im Bundesstaat New York gewählt.

## US-Repräsentantenhaus

### Wahl
Nach der Volkszählung 2020 mussten die New Yorker Kongresswahlbezirke neu zugeschnitten werden, da der Bundesstaat zukünftig einen Abgeordneten weniger entsenden darf. Der 23. Kongresswahlbezirk wurde daher mit Teilen des 27. Kongresswahlbezirkes zusammengelegt. Beide Amtsinhaber kündigten jedoch an, auf eine Wiederwahl zu verzichten. Der in einer Nachwahl erst im August gewählte Joe Sempolinski (NY-23) hatte von vornherein erklärt, sein Mandat nur bis zum Ende des 117. Kongresses im Januar 2023 wahrnehmen zu wollen, während Chris Jacobs (NY-27) seine Kandidatur nach innerparteilichem Gegenwind aufgrund seiner Aussagen zur Waffenkontrolle zurückzog. Für den so freigewordenen Sitz bewarb sich Langworthy, den innerparteilichen Nominierungswettstreit konnte er mit 51,5 zu 47,3 % gegen den republikanischen Gouverneurskandidaten von 2010, Carl Paladino, knapp für sich entscheiden. Bei der eigentlichen Wahl im November 2022 konnte er seinen demokratischen Kontrahenten Max della Pia mit 65 % der Stimmen klar schlagen. Sein von ihm seit dem 3. Januar 2023 vertretener Wahlbezirk liegt südlich von Buffalo in Upstate New York und gilt aufgrund seiner vorwiegend ländlichen Prägung als sicherer Sitz für die Republikaner. Bei der Vorwahl zur folgenden Kongresswahl 2024 musste sich Langworthy keinem Herausforderer stellen und schlug den Demokraten Thomas Carle in der Hauptwahl mit 65,8 %.
Seine aktuelle zweite Legislaturperiode im 119. Kongress dauert bis zum 3. Januar 2027.

### Ausschüsse
Im 118. Kongress saß Langworthy in folgenden Ausschüssen:
- United States House Committee on Agriculture (Landwirtschaftsausschuss)
- United States House Committee on Oversight and Accountability (Ausschuss für Aufsicht und Rechenschaft)
- United States House Committee on Rules (Geschäftsordnungsausschuss)